# 佐藤伊三右衛門
佐藤 伊三右衛門（さとう いさえもん、文政9年10月（1826年） - 明治28年（1895年）3月）は、幕末から明治時代にかけての商人。幼名重三郎。初め栄右衛門で、隠居後に伊三右衛門を名乗った。

## 経歴・人物
陸奥国信夫郡飯坂村の佐藤伊左衛門の三男として生まれる。佐藤家の先祖は、源義経の家臣・佐藤継信と言われる。
嘉永2年（1849年）蝦夷地松前に渡り、木綿商の叔父升屋栄五郎の店を経営する。翌年の同3年（1850年）から西蝦夷地でニシン漁を始め、同6年（1853年）から明治2年（1869年）までヲタスツ・イソヤ場所の請負人を務める。

## 親族
- 養嗣子 2代佐藤栄右衛門（衆議院議員）[3]